# Liste der Biografien/Brel
Liste der Biografien |
Portal Biografien |
Personensuche
# |
A |
B |
C |
D |
E |
F |
G |
H |
I |
J |
K |
L |
M |
N |
O |
P |
Q |
R |
S |
T |
U |
V |
W |
X |
Y |
Z |
?
 
Ba |
Be |
Bd |
Bg |
Bh |
Bi |
Bj |
Bl |
Bm |
Bn |
Bo |
Br |
Bs |
Bu |
Bw |
By |
Bz
 
Bra |
Brc |
Brd |
Bre |
Brg |
Bri |
Brj |
Brk |
Brl |
Brn |
Bro |
Brp–Brt |
Bru |
Brv |
Bry |
Brz
 
Brea |
Breb |
Brec |
Bred |
Bree |
Bref |
Breg |
Breh |
Brei |
Brej |
Brek |
Brel |
Brem |
Bren |
Breo |
Brep |
Breq |
Brer |
Bres |
Bret |
Breu |
Brev |
Brew |
Brex |
Brey |
Brez
Die Liste der Biografien führt alle Personen auf, die in der deutschsprachigen Wikipedia einen Artikel haben. Dieses ist eine Teilliste mit 19 Einträgen von Personen, deren Namen mit den Buchstaben „Brel“ beginnt.

## Brel
- Brel, Jacques (1929–1978), belgischer Chansonnier und SchauspielerJacques Brel (1929–1978)

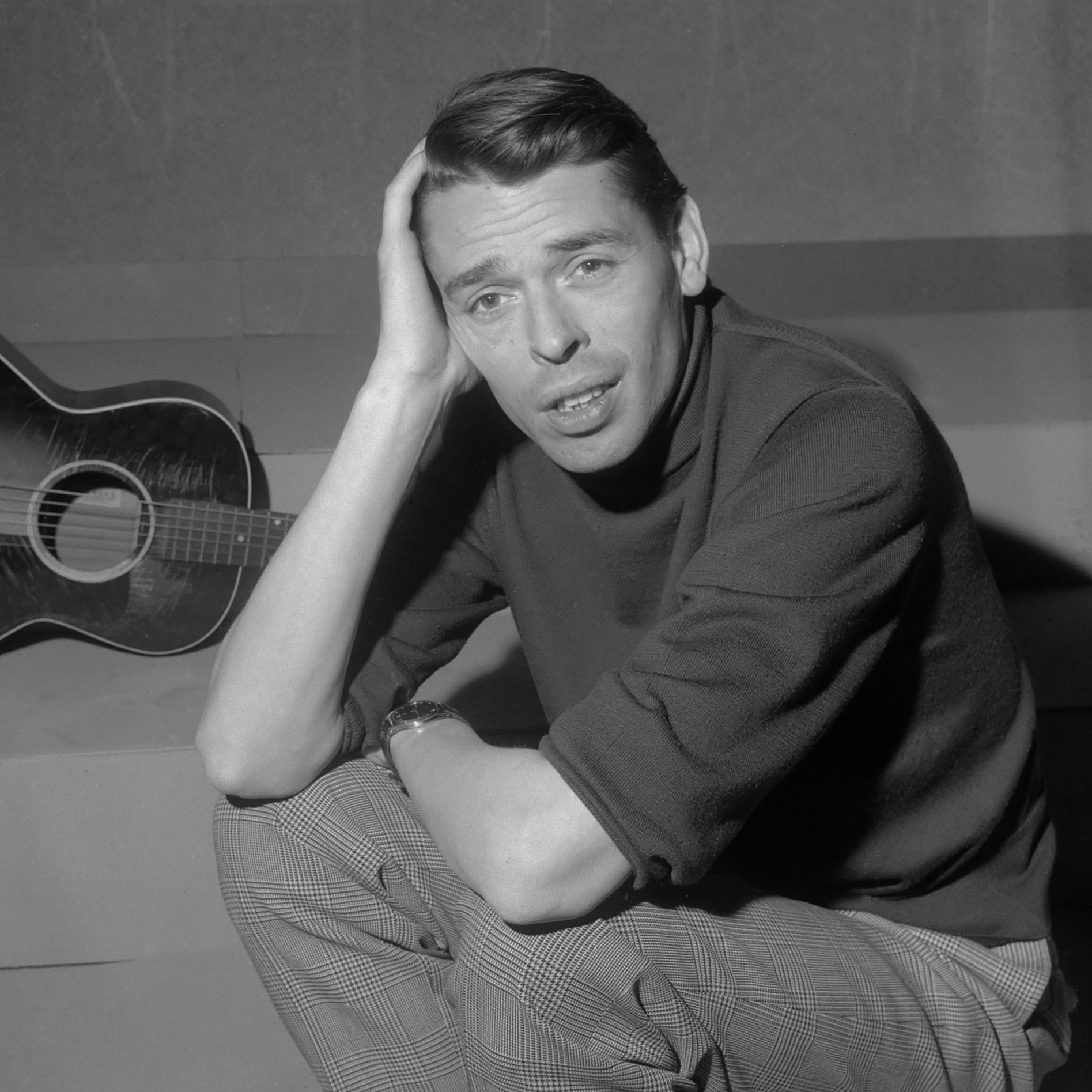
Jacques Brel (1929–1978)

### Brela
- Brelage, Jan Malte (* 1998), deutscher Para-Eishockeyspieler und Kanupolospieler
- Breland, Mark (* 1963), US-amerikanischer Boxer
- Brélaz, Daniel (* 1950), Schweizer Politiker (Grüne)

### Breli
- Brelie, Eduard von der (1817–1891), deutscher Kaufmann und Politiker, MdR
- Brelie, Klaus von der (1949–2016), deutscher Journalist
- Breling, Amelie (1876–1965), deutsche Keramikerin, Bildhauerin und Malerin
- Breling, Heinrich (1849–1914), deutscher Maler

### Brell
- Brell i Clos, Benet (1786–1850), katalanischer Kapellmeister, Komponist, Organist und Benediktinermönch des Klosters Montserrat
- Brell, Aljoscha (* 1980), deutscher Schriftsteller
- Brell, Erna, deutsche Tischtennisspielerin
- Brell, Mario (1936–2021), deutscher Opernsänger (Tenor)
- Brellochs, Hermann (1899–1979), deutscher Bildhauer

### Brelo
- Breloer, Bernhard (1894–1947), deutscher Indologe und Rechtshistoriker
- Breloer, Gerhard (* 1934), deutscher Erziehungswissenschaftler
- Breloer, Heinrich (* 1942), deutscher Filmregisseur
- Breloer, Helge (1937–2011), deutsche Juristin und Sachbuchautorin
- Breloh, Heinz (1940–2001), deutscher Künstler
- Brelot, Marcel (1903–1987), französischer Mathematiker